# Acerorhinus
Genre
Espèces de rang inférieur
- † A. zernowi (Borissiak, 1914), espèce type
- † A. neleus Athanassiou et al.[1], 2014

Acerorhinus est un genre fossile de mammifères périssodactyles ancêtres des rhinocéros actuels. Il est dépourvu de cornes, et doté de longues incisives inférieures comme les membres de sa sous-famille, les Aceratheriinae.

## Présentation
Il a d'abord été considéré comme endémique à l'Asie (en Chine essentiellement, et en Turquie : espèce A. zernowi), avant que deux crânes d'une seconde espèce, A. neleus, ne soient découverts en Grèce dans l'île d'Eubée, et décrits en 2014. Ces deux espèces proviennent du Tortonien (Miocène supérieur), soit il y a environ entre 11,63 et 7,246 millions d'années.

## Description
Acerorhinus se caractérise par l'absence de cornes, par un crâne de taille modeste, un profil crânien dorsal moyennement concave, des crêtes pariétales très convergentes, des orbites relativement hautes, des arcades zygomatiques remarquablement développées et des mandibules robustes.

## Classification
En 2005, P.-O. Antoine et G. Saraç le placent dans la tribu des Aceratheriini (ou Aceratherini)
.